# Casbia tanaoctena
Casbia tanaoctena là một loài bướm đêm trong họ Geometridae.